# Lake Gairdner (Tasmanien)
Der Lake Gairdner ist ein Stausee im Nordwesten des australischen Bundesstaates Tasmanien.
In ihm entsteht der Wilmot River aus dem Iris River und dem River Lea.
Ca. 2 km östlich des Sees liegt die Siedlung Moina.